# Alfurí de Dalt
Alfurí de Dalt est un espace naturel protégé de l'île de Minorque, dans les Îles Baléares. C'est un domaine situé sur le territoire communal de Ciutadella de Menorca, comprenant des habitations et des terres dont une grande partie est boisée. Longtemps privé, il a été exproprié en 1999 pour être incorporé au domaine public maritime et terrestre. En 2007, une partie du domaine, de 256 hectares, a été confiée à l'OAPN (Organismo Autónomo Parques Nacionales) qui l'a déclaré espace naturel et en assure l'entretien, le reste formant des propriétés publiques maritimes et terrestres.

## Géographie
Situé dans la région de la Tramontane sur l'île de Minorque, Alfurí de Dalt présente un relief abrupt très boisé au nord, et des pentes douces au sud, servant au bétail. Le domaine est parcouru de nombreux ruisseaux.

### Géologie

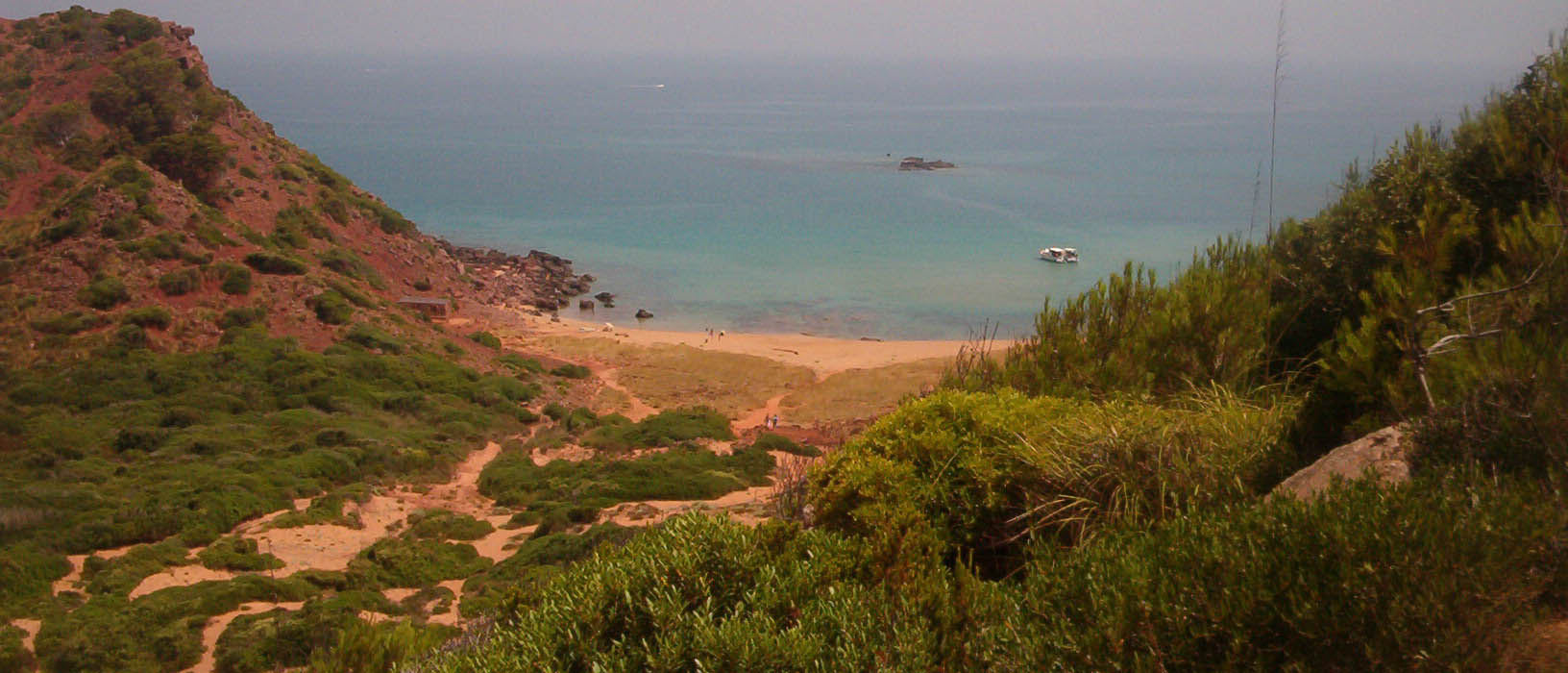
Cala Pilar

Géologiquement, le sol est formé essentiellement de roches détritiques, de l'ère secondaire, telles la turbidite et la lutite de couleur rouge, avec également une dune fossile du quaternaire située à Cala Pilar qui pénètre jusqu'à 3 km dans le domaine.

### Climat
Le climat est typiquement méditerranéen, avec des températures moyennes tempérées, un régime de pluies saisonnier, et une saison sèche l'été. La température moyenne annuelle est de 16°C et les variations saisonnières sont peu marquées en raison de l'influence maritime. La variabilité est importante d'une année à l'autre. Les pluies sont souvent intenses et concentrées à l'automne, rares le reste du temps, la moyenne annuelle étant de 650 mm.
Le phénomène climatique le plus important est le vent de tramontane, un vent du nord sec et virulent, qui peut sévir toute l'année mais est particulièrement violent en hiver, où il peut atteindre 130 km/h.

## Flore
La végétation, typiquement méditerranéenne, essentiellement forestière, est représentée par l'yeuse ou chêne-vert dans la partie boisée et l'olivier sauvage (Olea europaea) dans les zones agricoles. Les principales espèces du domaine sont l'yeuse, avec beaucoup d'individus centenaires, le pin d'Alep, l'olivier sauvage et l'arbousier.
L'un des chênes centenaires du domaine a été classé arbre remarquable par un décret du 17 février 2003.
La végétation du domaine est dans un bon état général de conservation. Des zones coupe-feux sont aménagées dans des zones stratégiques, permettant aussi la circulation des équipes d'extinction.

## Faune
La faune présente une grande variété d'espèces, dont beaucoup d'oiseaux. On y trouve notamment le milan royal, le balbuzard pêcheur, le vautour percnoptère, l'aigle botté, le faucon crécerelle et le faucon pélerin.
Parmi les vertébrés, les amphibiens et reptiles occupent une place à part, bien qu'ils ne soient pas les plus nombreux, car ils comportent quelques espèces significatives comme la tortue d'Hermann et la tortue des marais.

## Tourisme
Le domaine est accessible à pied par le GR-223, aussi appelé Camí de Cavalls (chemin des chevaux en catalan) qui fait le tour de l'île et a une longue histoire liée à la fois à la race chevaline de Minorque et à la nécessité de surveiller les côtes pour prévenir les invasions. Le GR-223 traverse le domaine Alfurí de Dalt dans sa 7e étape, qui va d'Els Alocs à Algaiarens.